# Clerodendrum lloydianum
Clerodendrum lloydianum là một loài thực vật có hoa trong họ Hoa môi. Loài này được Craib mô tả khoa học đầu tiên năm 1914.